# Oliver Motor Truck Company
Die Oliver Motor Car Company, nur 1913 auch Oliver Motor Truck Company, war ein früher, US-amerikanischer Nutzfahrzeughersteller, der sich auf die Produktion von leichten Highwheeler-LKW spezialisiert hatte.

## Unternehmensgeschichte
Das Unternehmen hatte seinen Sitz in Detroit (Michigan). Der Markenname lautete Oliver. Im Januar 1913 erwarb Forrest M. Keeton entweder das ganze Unternehmen oder nur die Produktionsanlagen für die Keeton Motor Company. Oliver ist nachweisbar bis April 1913. Danach wurden die Marke und der Nutzfahrzeugbau eingestellt. Keeton baute bis 1914 Personenwagen der damaligen oberen Mittelklasse und Oberklasse.
Zu anderen Motorfahrzeugherstellern, die den Namen Oliver verwendeten und insbesondere zum Hersteller der Oliver-Traktoren, der Oliver Farm Equipment Company, ist kein Bezug bekannt.

## Fahrzeuge
Im Angebot standen je ein geschlossener High-Wheel-Lieferwagen mit Nutzlasten von 0,75 respektive 1,5 sh tn (680 respektive 1361 kg). Für beide wurde ein Zweizylinder-Boxermotor verwendet. Die Kraftübertragung erfolgte über ein Zweigang-Planetengetriebe und Kardanwelle beim leichteren Fahrzeug; das schwerere hatte Doppelketten anstelle der Antriebswelle. Ein Panel Top Express kostete US$ 1400,- wobei keine Angaben dazu vorliegen, zu welcher der beiden Baureihen das Modell gehörte oder ob es in beiden und zum gleichen Preis angeboten wurde. Express ist die zeitgenössische Bezeichnung für ein Pritschenwagen.